# Neromia activa
Neromia activa là một loài bướm đêm trong họ Geometridae.